# ФК Гардоњ ВШК

ФК Гардоњ ВШК (мађ. Gárdonyi Városi Sport Club), је мађарски фудбалски клуб. Седиште клуба је у Гардоњу, Фејер, Мађарска. Боје клуба су плава и жута. Тренутно се такмичи у НБ III, а клуб је основан 1997. године. Своје утакмице ФК Гардоњ игра на стадиону Паркерде Агар спортски и рекреациони центар (Agári Parkerdő Sport és Szabadidő Központ)

## Име клуба
- ?–? Гардоњ ДИС − Gárdonyi DISz
- ?–? Гардоњ КШК − Gárdonyi KSK
- 1997 - 2009 Гардоњ Варош шпорт клуб − Gárdonyi Városi Sportklub
- 2009 - 2011 Агард Ђерђфирде ШЕ − Agárdi Gyógyfürdő SE
- 2011 - данас Гардоњ Агард Ђерђфирде ШЕ − Gárdony-Agárdi Gyógyfürdő SE